# Efektywność (medycyna)
Efektywność technologii medycznej – możliwość realizacji celu leczenia związanego z tą technologią, w warunkach rzeczywistej praktyki klinicznej.
Przykład: efektywność leku "x" służącego do zwalczania choroby "y" – to możliwość wyleczenia konkretnego pacjenta z choroby "y" przy pomocy leku "x" w warunkach np. opieki zdrowotnej w realnej dzielnicy lub gminie "y" (a nie wyleczenia statystycznego, "uśrednionego" pacjenta, w prowadzonym w jakiejś klinice w innym mieście lub kraju badaniu klinicznym leku "x").
Ocena efektywności jest dokonywana w przebiegu badań obserwacyjnych, w których próba badana korzysta z określonej technologii medycznej (np. lek). Ocena efektywności jest utrudniona w warunkach badania eksperymentalnego), zaprojektowanego do oceny skuteczności.
Pojęcie efektywności (lub efektywności praktycznej, ang. effectiveness) jest często – również w polskojęzycznych publikacjach medycznych – mylone z pojęciem skuteczności klinicznej (lub efektywności klinicznej, ang. efficacy) oraz wydajności (lub efektywności ekonomicznej, ang. efficiency).
Medycyna oparta na dowodach opiera się na weryfikowaniu zarówno skuteczności, jak i efektywności sposobów postępowania klinicznego, a rozróżnienie między tymi pojęciami jest istotne dla właściwej oceny wiarygodności dowodów naukowych.

## Przykład badania efektywności leczenia
Przykładów różnic między ocenami skuteczności i efektywności mogą dostarczyć badania leków stosowanych w terapii niektórych chorób przewlekłych, np. schizofrenii. W randomizowanych badaniach klinicznych wykazano bardzo dużą skuteczność leczenia schizofrenii przy pomocy kilku leków. Ich badania – eksperymenty kliniczne – odbywały się zgodnie z typowym protokołem, m.in. chory przyjmował lek w obecności lekarza lub odnotowywał fakt przyjmowania leku, a przebieg badania niejako "wymuszał" regularne wizyty u lekarza – badacza.
Po wprowadzeniu badanych leków do obrotu okazało się, że działanie niektórych z nich jest znacznie słabsze niż udowodnione podczas randomizowanych badań. Przeprowadzono więc badanie obserwacyjne populacji chorych przyjmujących leki z tej samej grupy – badanie efektywności. Zaobserwowano, że część chorych zamiast przyjmować regularnie tabletki, woli chować je na dnie do szuflady (przykład podobnej obserwacji umieszczono w filmie Piękny umysł). Nie przyjmując leku mimo zaleceń lekarza, chorzy byli w znacznie gorszym stanie niż przewidywano na podstawie badania skuteczności. Badanie obserwacyjne wykazało, że niektóre z proponowanych terapii o udowodnionej skuteczności nie są efektywne.